# Joseph Cange
Joseph Cange, né le 19 septembre 1753 à Sarrebourg, est un geôlier français.

## Biographie

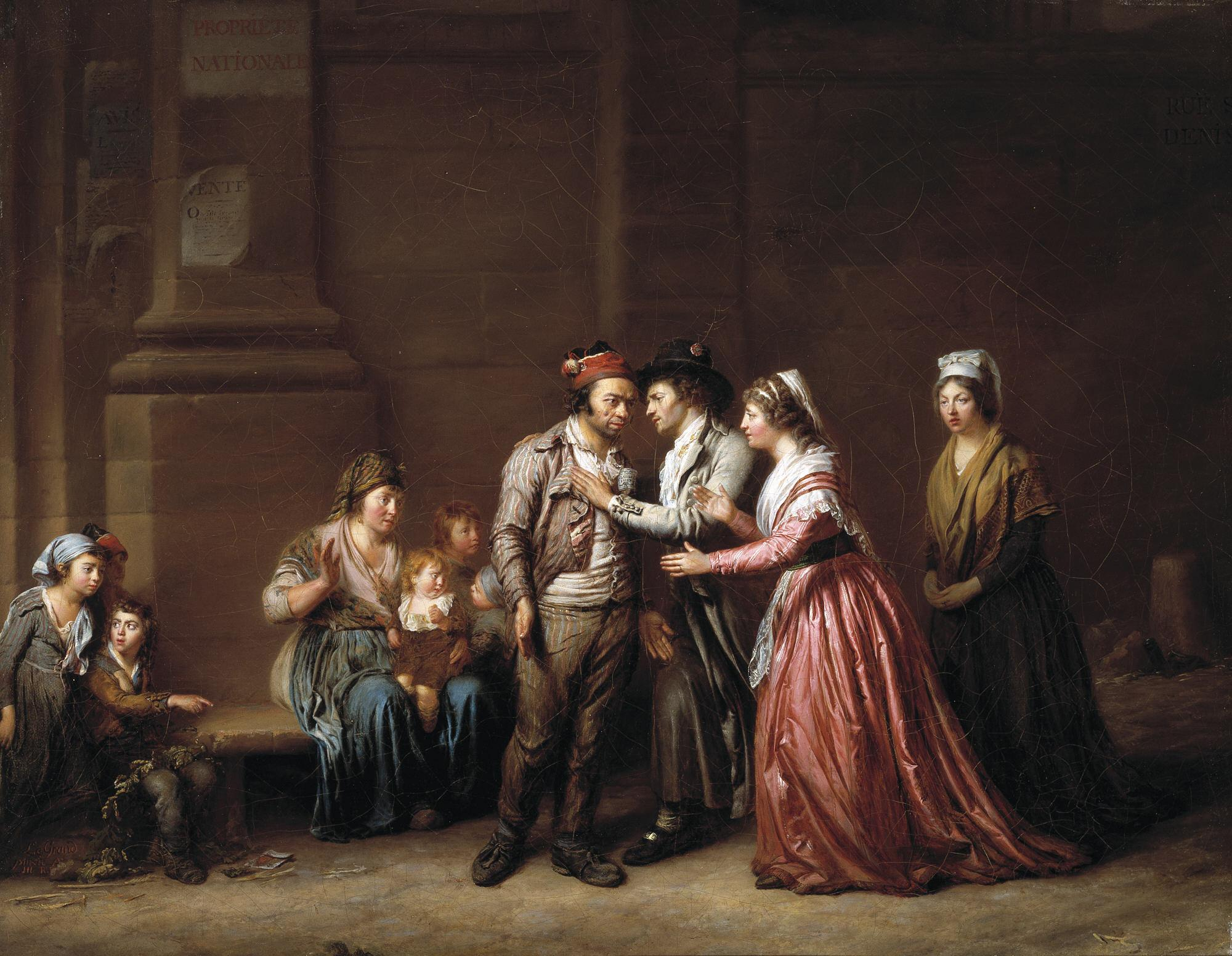
Une bonne action n’est jamais oubliée. Georges et sa femme retrouvant Cange à Saint-Lazare par Legrand de Lérant.

D’une famille de paysans, Cange était greffier à la prison Saint-Lazare sous la Terreur, époque où aider un suspect était passible de la peine de mort.
Sous la Terreur, un père de trois enfants du nom de Georges, emprisonné à Saint-Lazare, avait laissé sa famille sans secours; inquiet, il s’adresse à Gange, commissionnaire de la prison, et l’envoie à sa femme pour lui donner de ses nouvelles. Pénétré de douleur à la vue de cette famille désespérée, il n’envisage que le besoin de la sauver. Ayant cent francs pour toute fortune, il en remit la moitié à l’épouse : « Tenez, lui dit-il, voilà ce que votre mari vous envoie ; un de ses amis, prisonnier comme lui, l’a obligé : il ne manquera de rien. » Retourné auprès du mari : « Votre femme et vos enfants se portent bien, lui dit-il, ils ne souffrent point ; une voisine généreuse et compatissante a pourvu à tous leurs besoins ; et voilà cinquante francs que votre épouse m’a chargé de vous remettre. » C’était l’autre moitié de la somme du commissionnaire. Le mari ayant été rendu à la liberté, à la chute de Robespierre, les deux époux se questionnèrent sur le double bienfait qu’ils avaient reçu en même temps, recherchèrent Cange, l’interrogèrent et le tourmentèrent pour arracher son secret : « Voilà bien des raisons, leur dit-il ; eh bien, c’est moi. Je ne pouvais pas faire mieux » et il se déroba aussitôt à leur reconnaissance.
Devenue publique, cette histoire fit de Cange une figure mineure de la Révolution française lorsqu’elle fut mise au théâtre par Sedaine dans une pièce, et rapporté devant la Convention nationale. La célébrité de Cange augmenta encore lorsqu’on apprit qu’ayant six enfants à sa charge, il avait recueilli les trois enfants de sa belle-sœur, qui venait de mourir pendant que son mari était à l’armée. Ce trait de vertu fut célébré par tous les journaux. L’Assemblée lui attribua une gratification de 1 200 livres.
Devenu une figure populaire, quatre pièces de théâtre furent écrites à la gloire de sa générosité. Le 31 octobre 1794, Villiers et Gouffé donnèrent le trait historique en un acte Cange, ou le Commissionnaire bienfaisant au théâtre des Variétés. fut le sujet d’une comédie par Julie Candeille, représentée et imprimée en l’an III. En tout, quatre pièces de théâtre furent écrites d’après cette histoire.
Les poètes ne furent pas en reste, et les peintres se mirent de la partie : Legrand de Lérant peignit un Le Vertueux Joseph Cange, commissionnaire de Saint-Lazare, qui parut au Salon de l’an V, et fut mis au burin par Beljambe, accompagné de ce quatrain de Sedaine :
… C’est dans cette classe, autrefois dite obscure, 

Qu’on retrouve partout la sensible nature 

De ces hommes de bien d’un esprit ingénu; 

Leur corps respire l’air, leur âme la vertu.
Le Moniteur annonça cette gravure, le 16 nivôse an III, rapportant qu’elle avait été présentée à la Convention, qui en avait accepté l’hommage, le président déclarant : « Nous applaudissons à la générosité de Cange. Nous aimons la vertu qui le caractérise. »

## Sources
- Benjamin Delessert, Les Bons Exemples : nouvelle morale en action, Paris, Didier, 1858, 440 p., 2 vol. in-18 (OCLC 457747627, lire en ligne), p. 147-8.
- Jules Renouvier, Histoire de l’art pendant la révolution : considéré principalement dans les estampes, suivi d’une étude sur J. B. Greuze, t. 1, Paris, V. J. Renouard, 1863, 304 p. (lire en ligne), p. 292.